# Ligue de l'autonomie taïwanaise
La Ligue de l'autonomie taïwanaise (chinois simplifié : 台盟 ; chinois traditionnel : 臺盟) ou Taimeng est l'un des 8 partis reconnus par le gouvernement chinois qui sont membres de la Conférence consultative politique du peuple chinois (CPPCC) sous le PCC. Il est fondé à Hong Kong en novembre 1947, par des membres du Parti communiste taïwanais.

## Description
La Ligue de l'autonomie taïwanaise compte 3 000 adhérents, dont la plupart sont des personnalités politiques de l'île de Taïwan ou d'origine taïwanaise, mais qui résident désormais sur le continent. De plus, avec seulement 13 sièges à l'Assemblée nationale populaire et trois sièges au Comité permanent de l'Assemblée nationale populaire, le Taimeng est le plus petit parti politique légalement reconnu en Chine. Le parti soutient l'unification chinoise entre la Chine et Taïwan.
Le parti n'a aucune représentation politique dans Taïwan.

## Liste des secrétaires généraux
- Xie Xuehong (en) (1949-1958)
- Cai Xiao (en) (1979-1983)
- Su Ziheng (zh) (1983-1987)
- Lin Shengzhong (zh) (1987-1988)
- Cai Zimin (zh) (1988-1995)
- Zhang Kehui (en) (1995-2005)
- Lin Wenyi (en) (2005-2017)
- Su Hui (en) (depuis 2017)[2]